# Niżnik (karta)

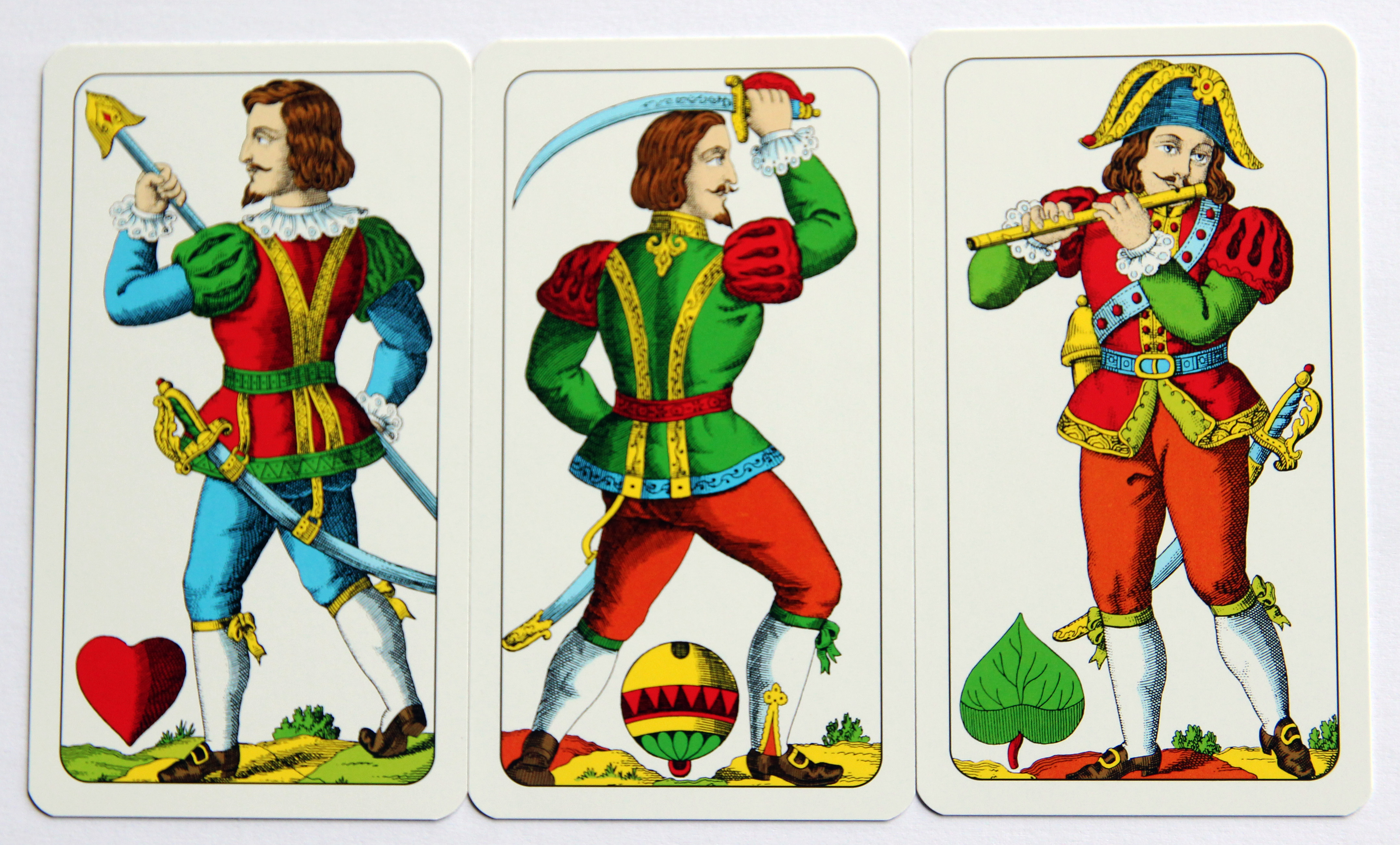
Niżnik Czerwienny, Dzwonkowy i Winny

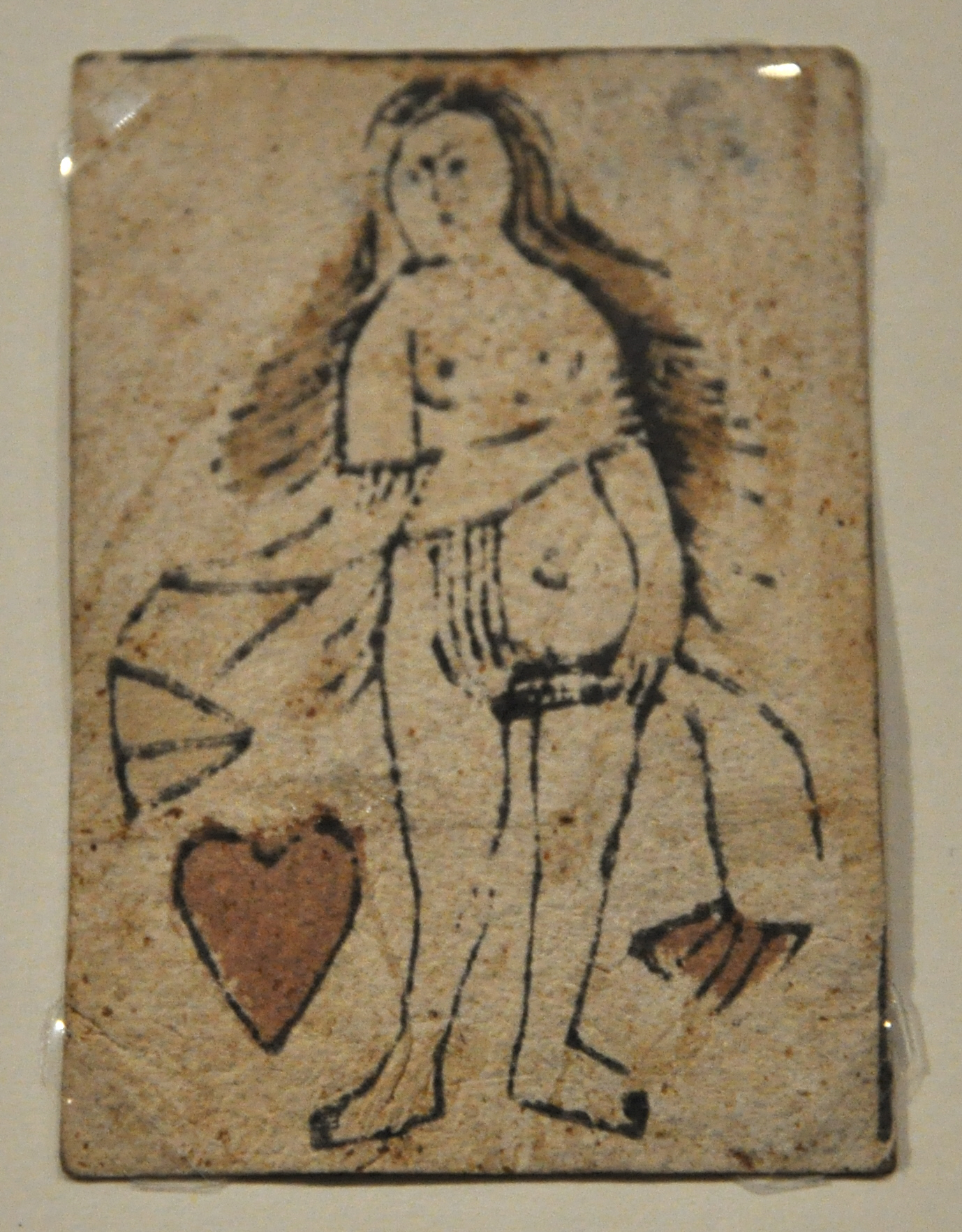
Niżnik Czerwienny

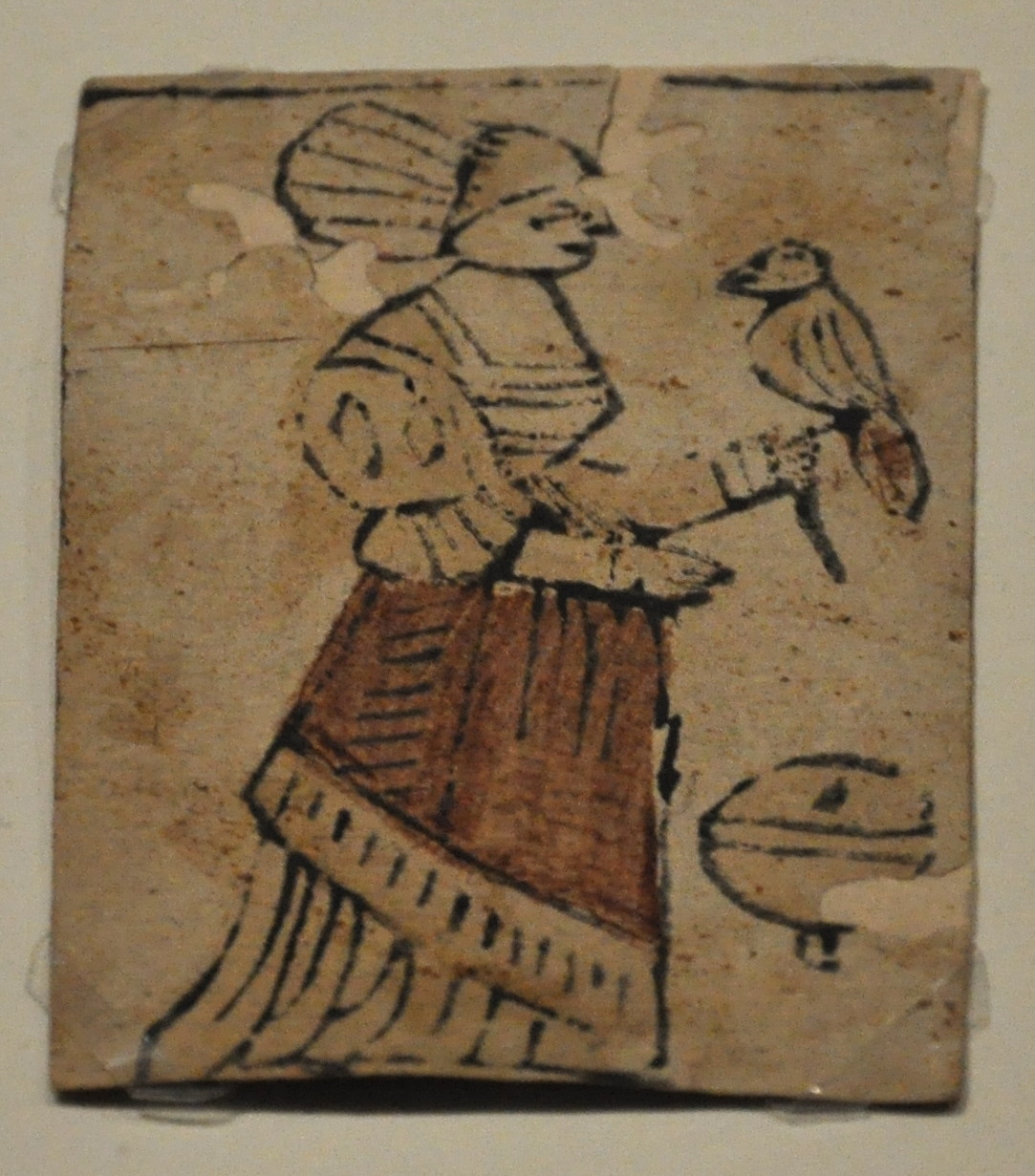
Niżnik Dzwonkowy

Niżnik, Unter, Under, Spodek – figura w talii kart polskich, kart niemieckich, kart szwajcarskich odpowiednik waleta z talli typu francuskiego. Na ogół najniższa karta co do starszeństwa po tuzie, kralce, królu i wyżniku, chociaż w niektórych grach, np. w skacie czy w pamfilu, niżnik żołędny jest najwyższą figurą. 
Niżnik przedstawiany jest najczęściej jako giermek, oko koloru (żołędzie, wino, czerwień, dzwonki) umieszczone jest na lewej  stronie pośrodku karty lub w przypadku kart z całą postacią – na dole. W kartach niemieckich niekiedy pojawia się dodatkowa litera U od słowa Unter.

## Wygląd Kart
Talia 48 Kart Niemieckich

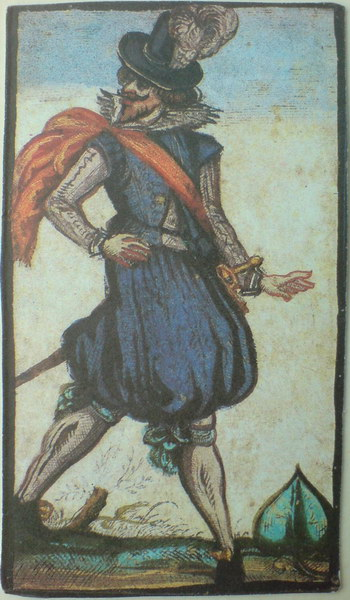
Niżnik Winny
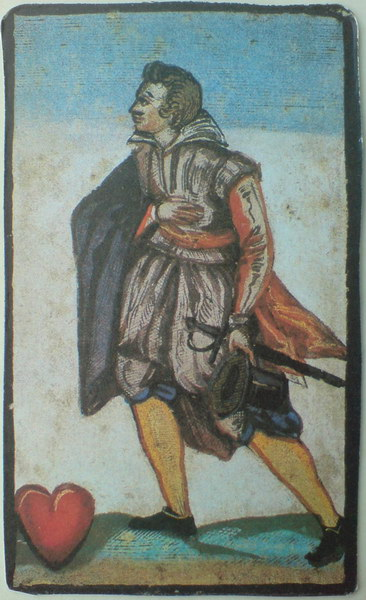
Niżnik Czerwienny
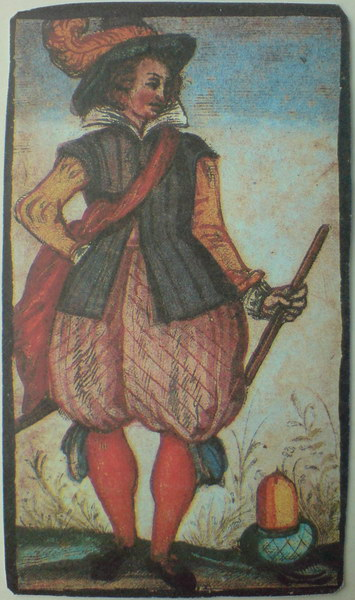
Niżnik Żołędny
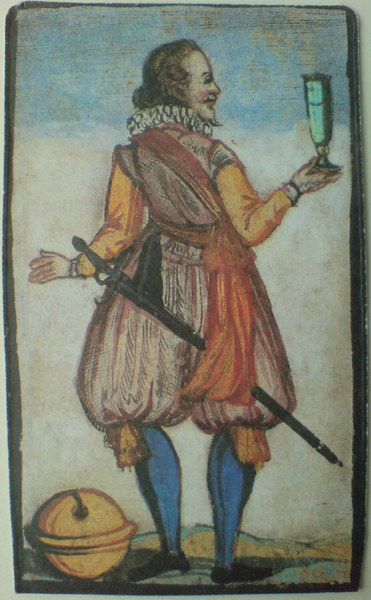
Niżnik Dzwonkowy

Jednohlave

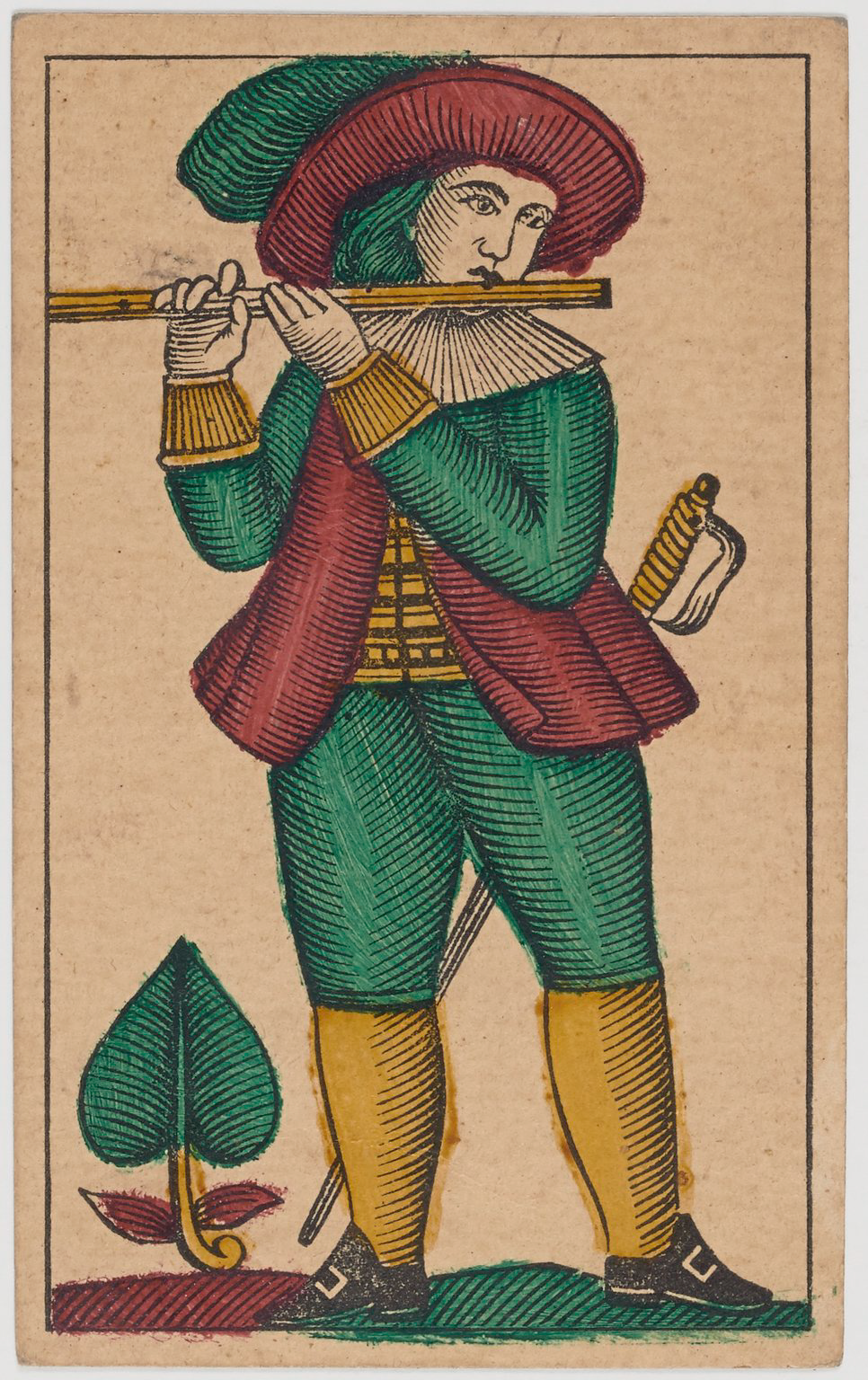
Niżnik Winny
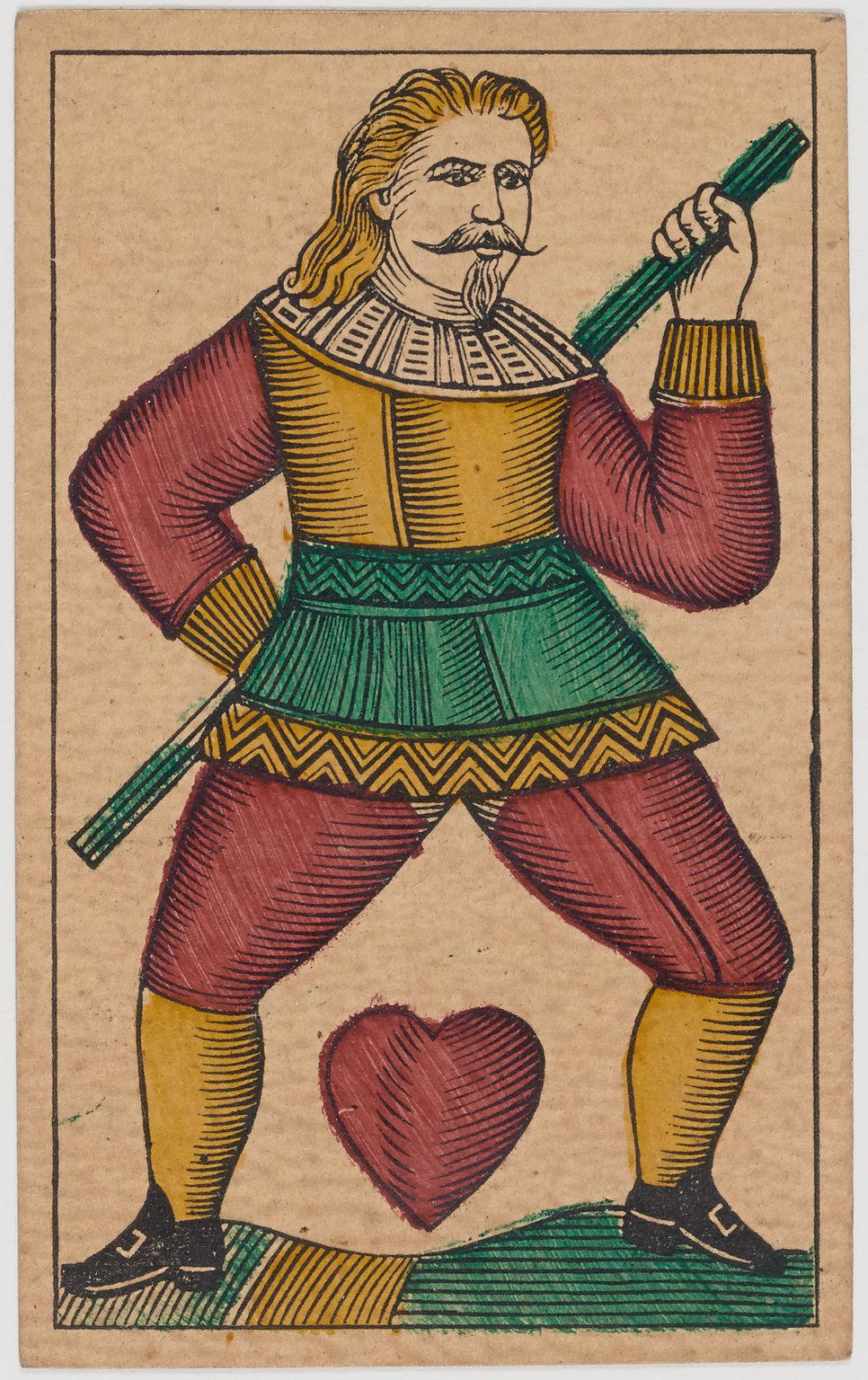
Niżnik Czerwienny
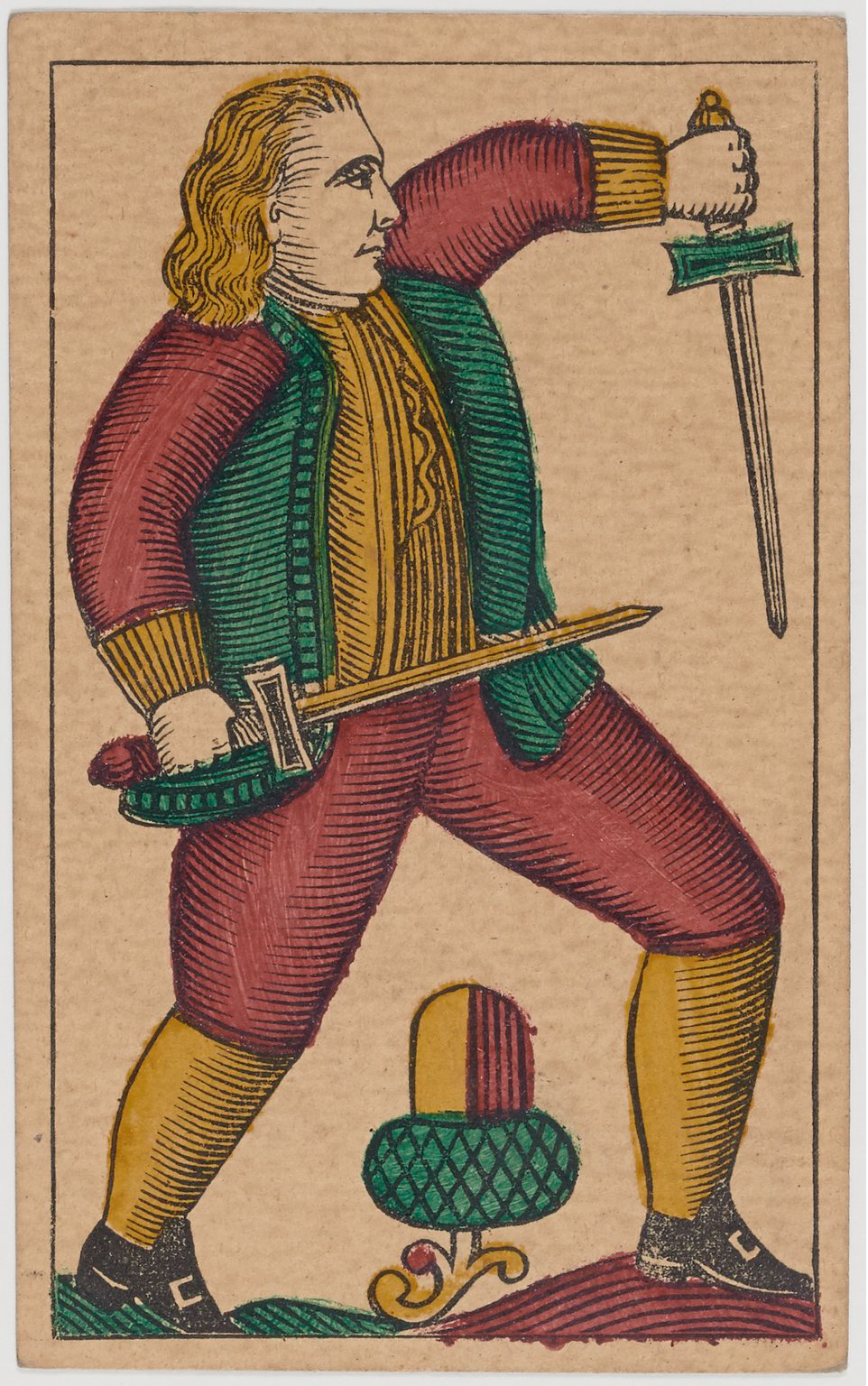
Niżnik Żołędny
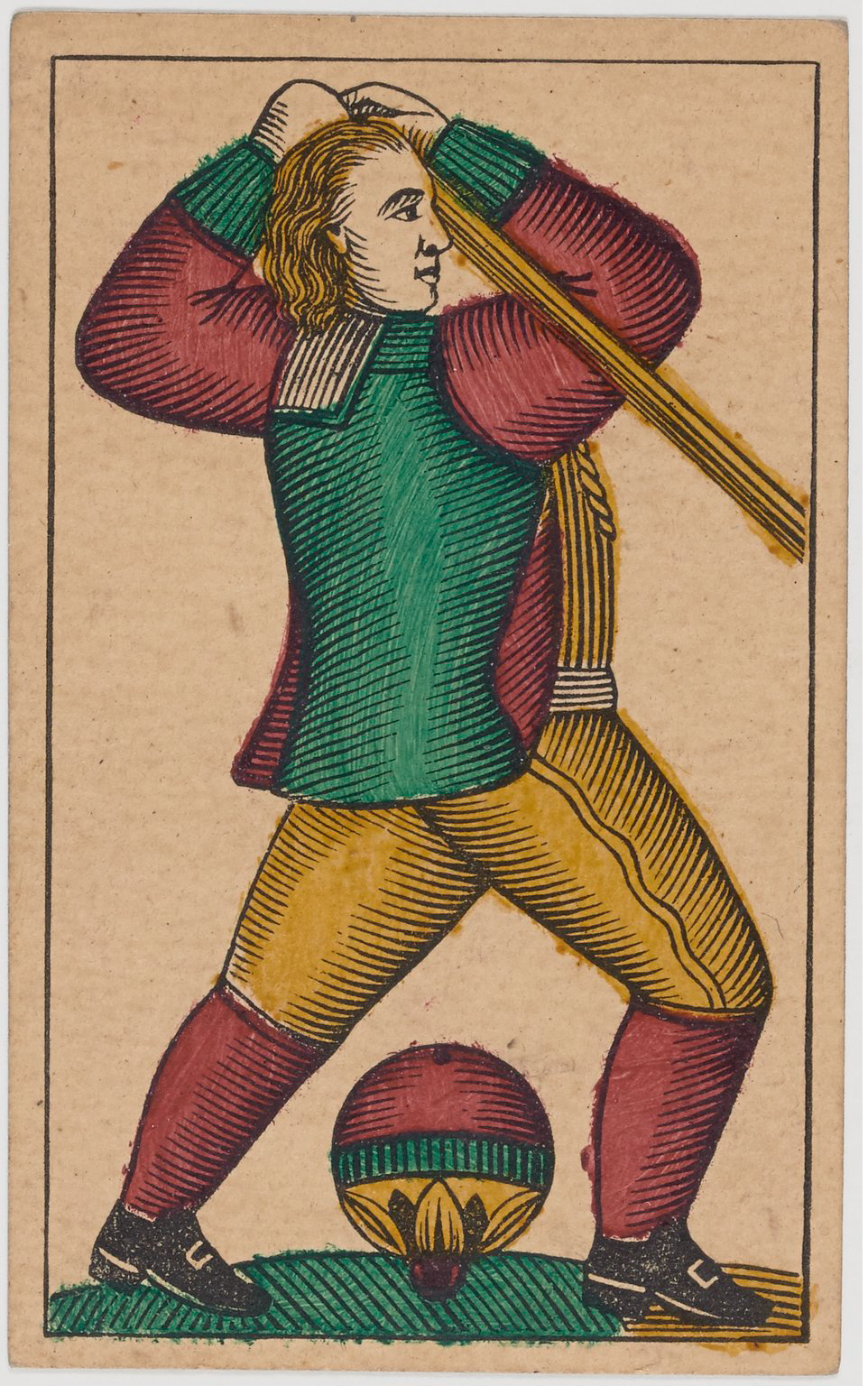
Niżnik Dzwonkowy

Wzór bawarski

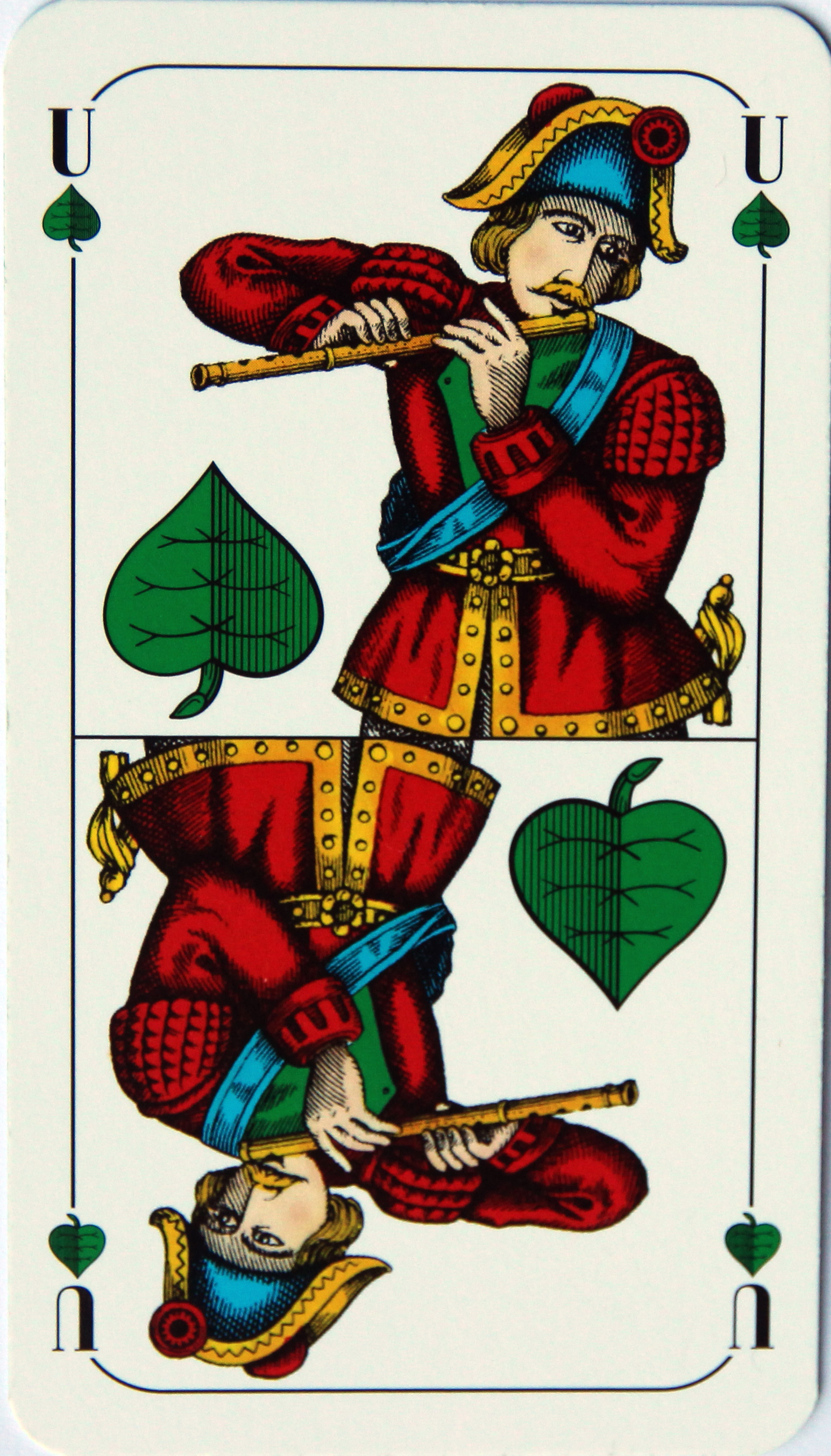
Niżnik Winny
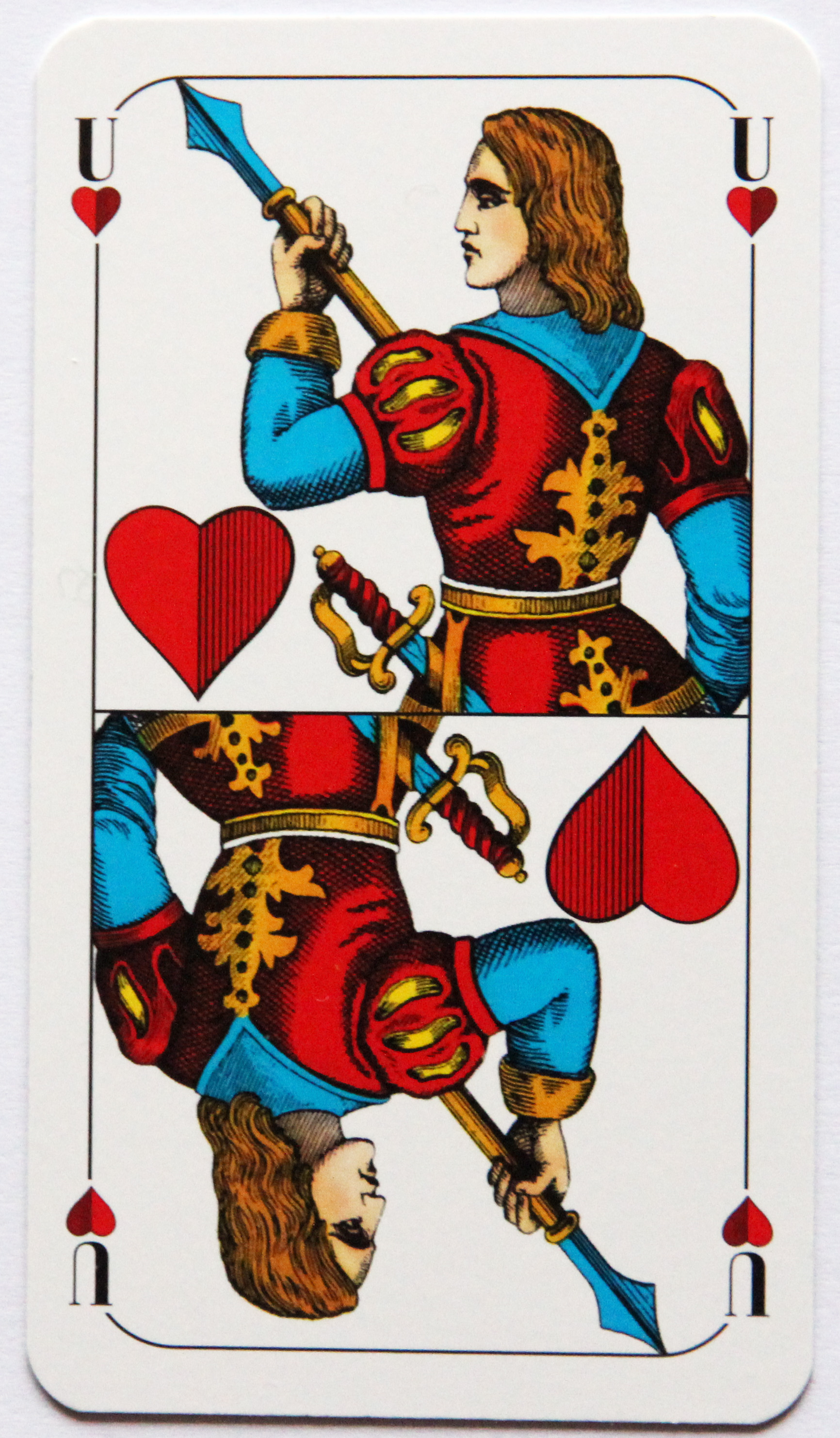
Niżnik Czerwienny
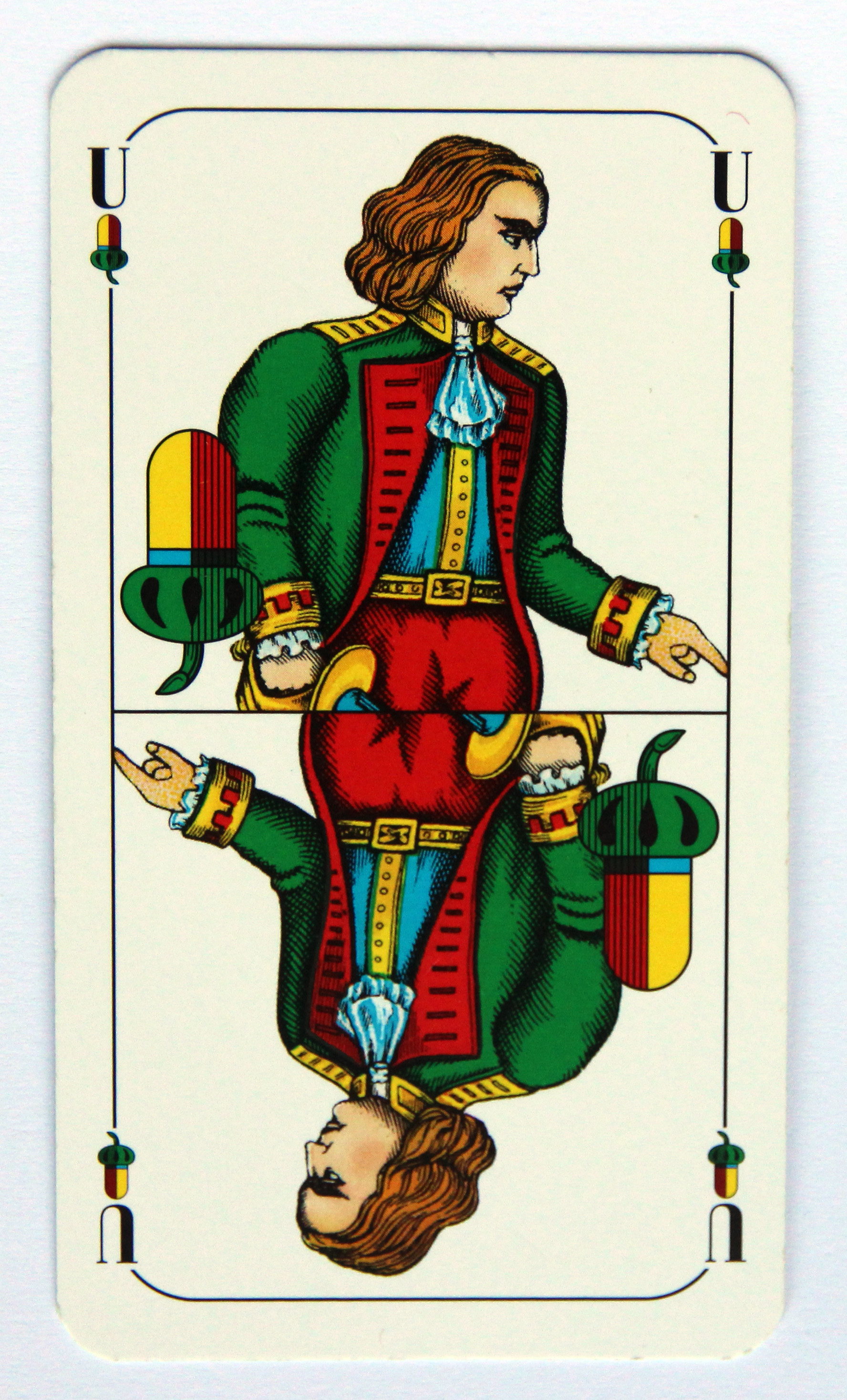
Niżnik Żołędny
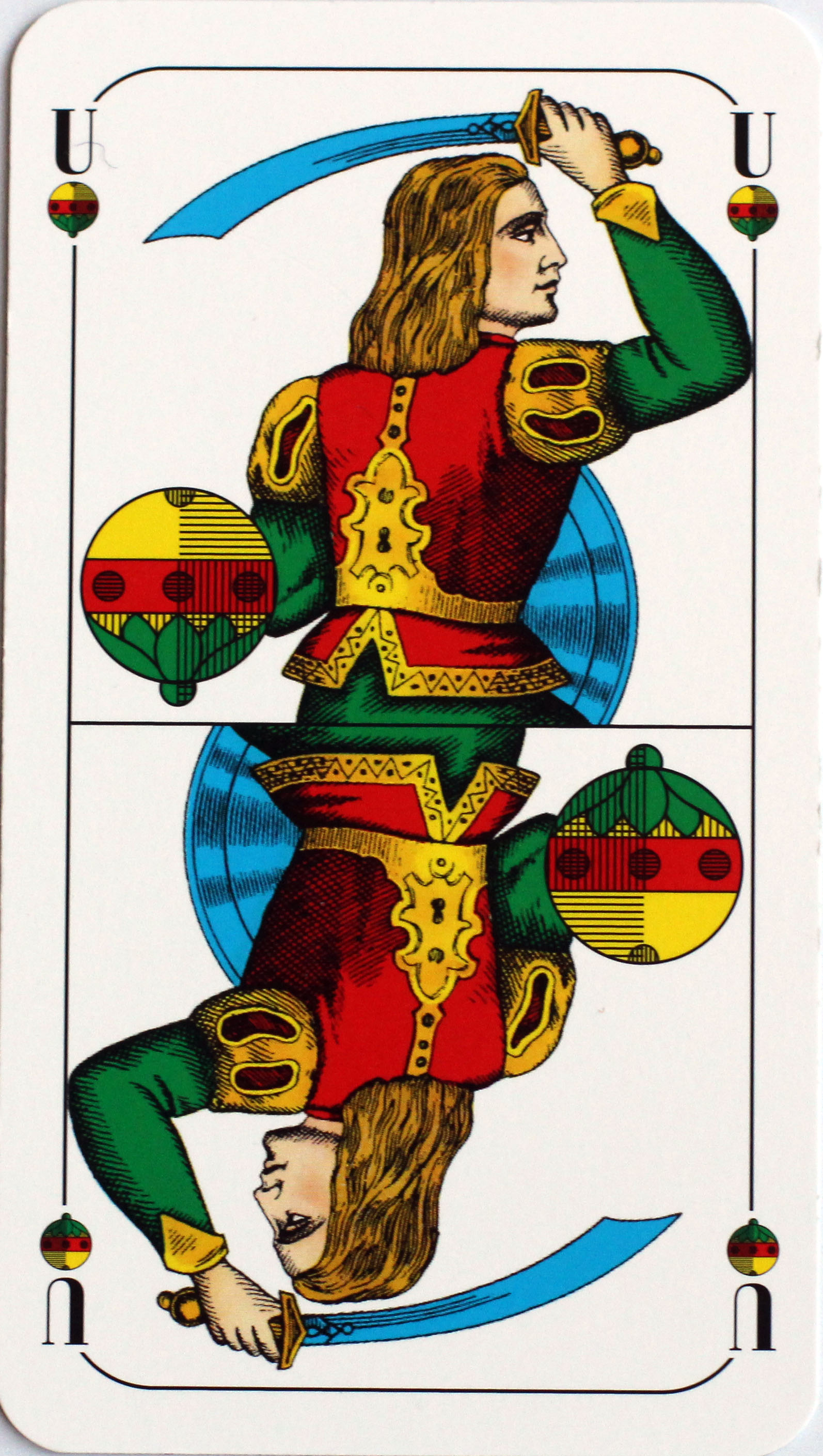
Niżnik Dzwonkowy

Wzór wirtemberski - stary rysunek

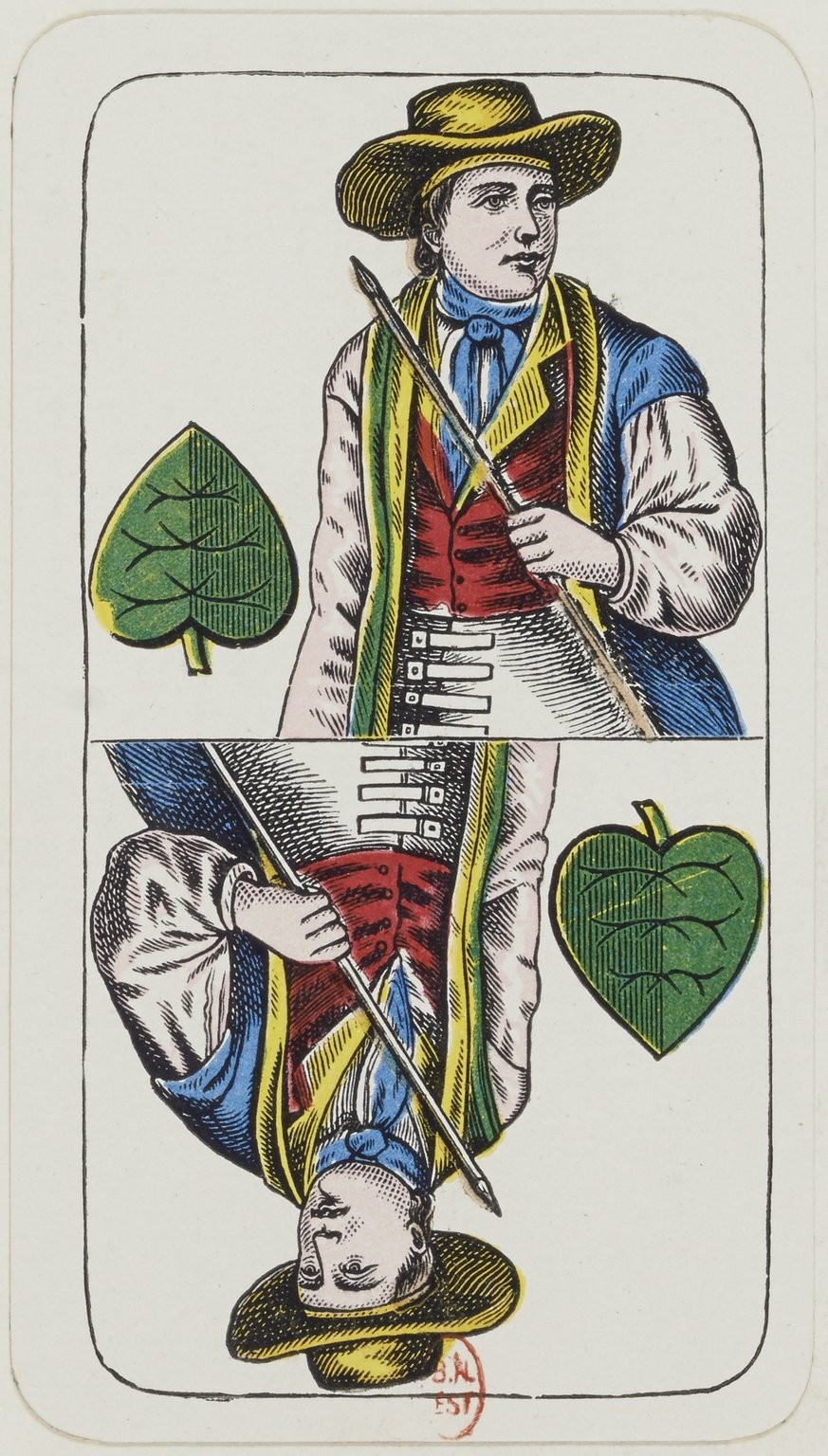
Niżnik Winny
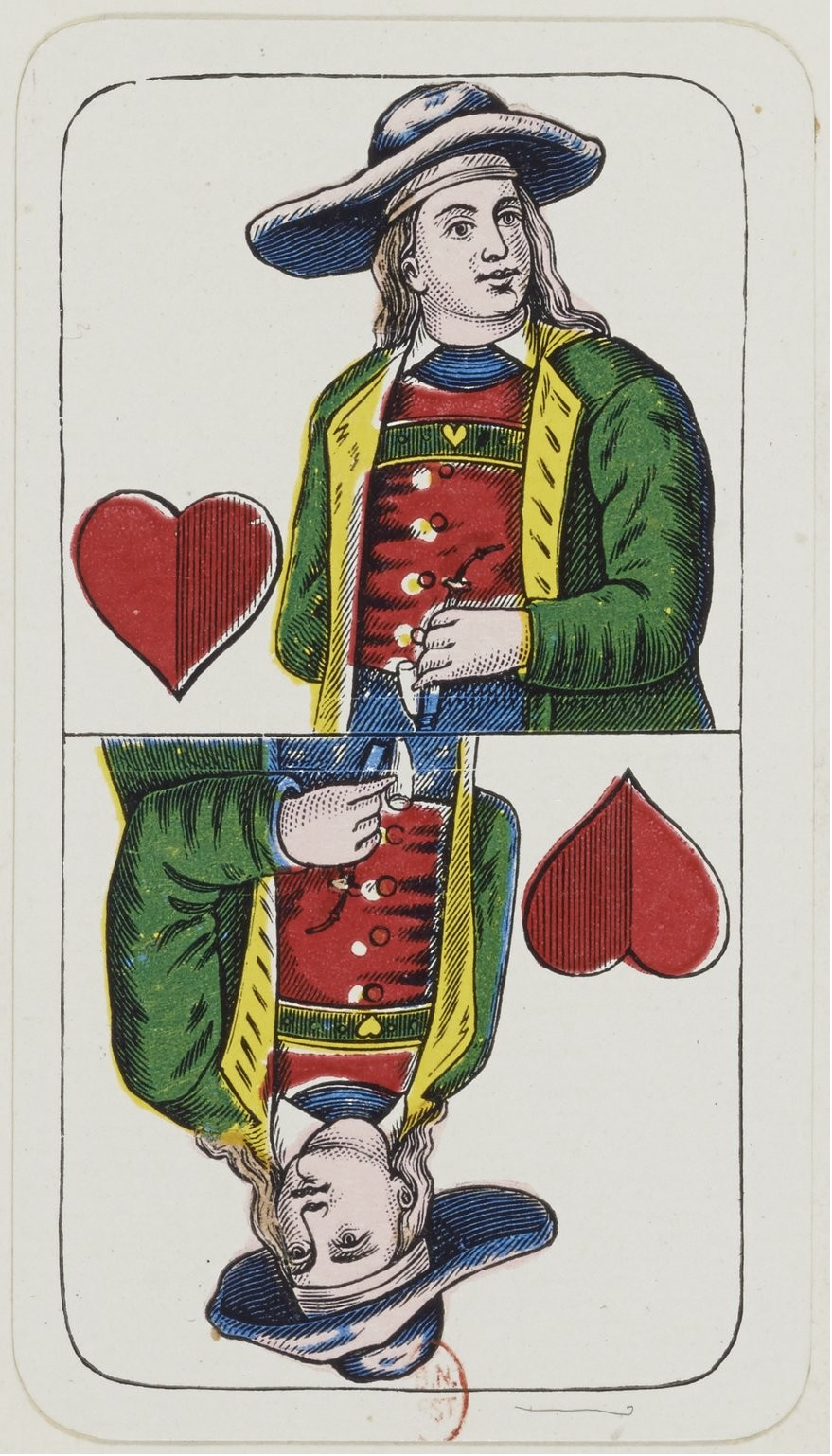
Niżnik Czerwienny
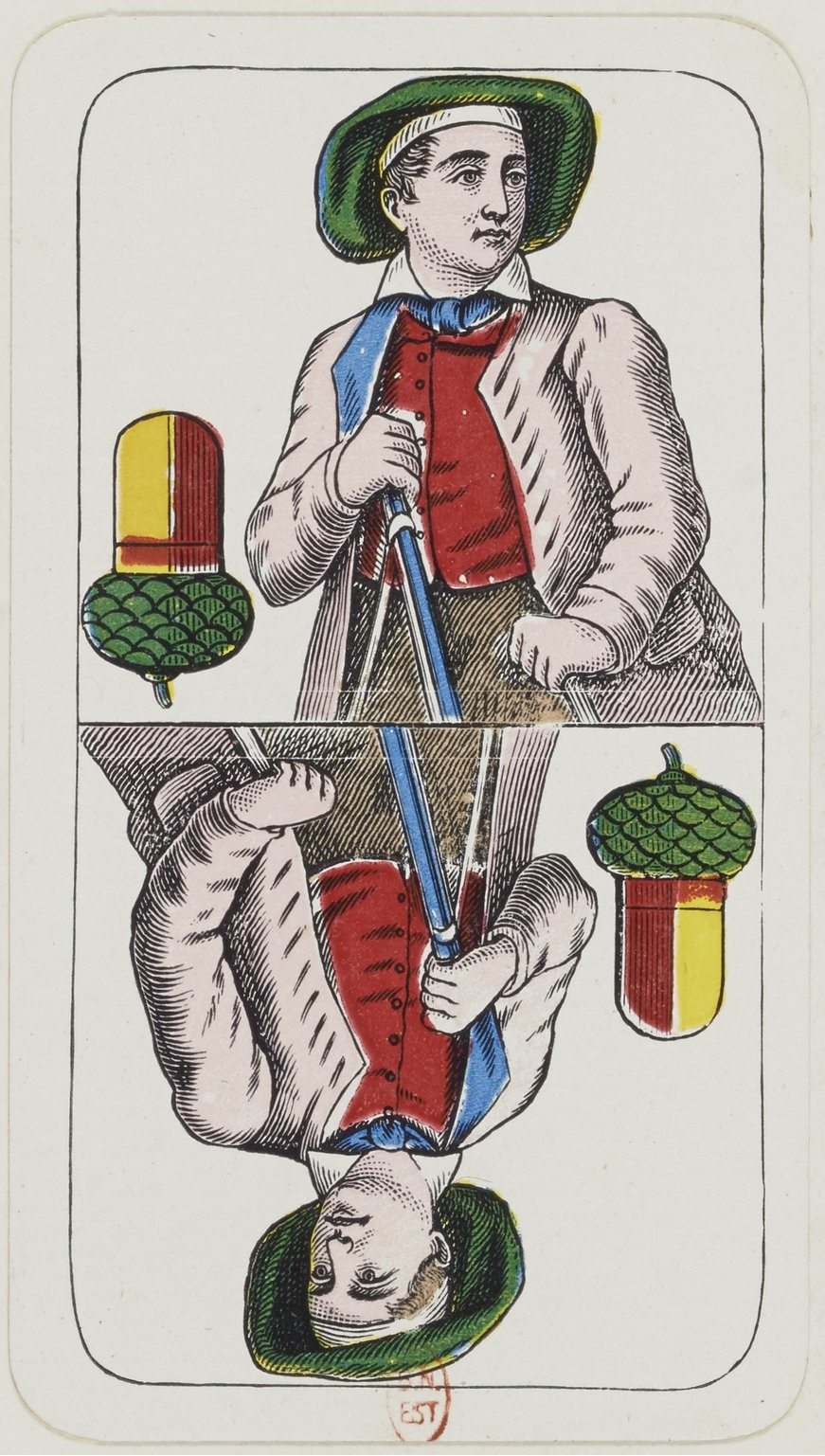
Niżnik Żołędny
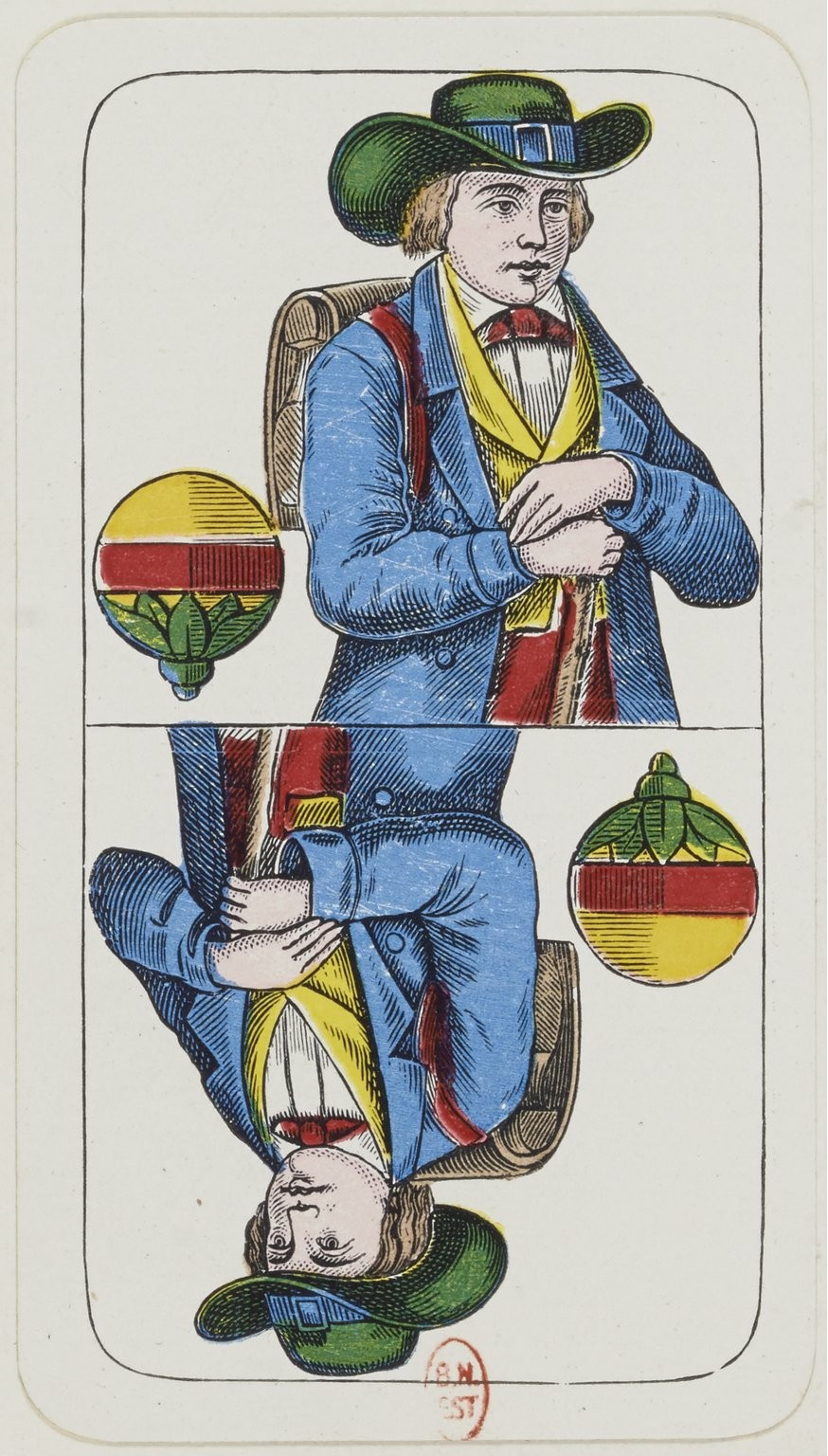
Niżnik Dzwonkowy

Wzór wirtemberski - nowy rysunek

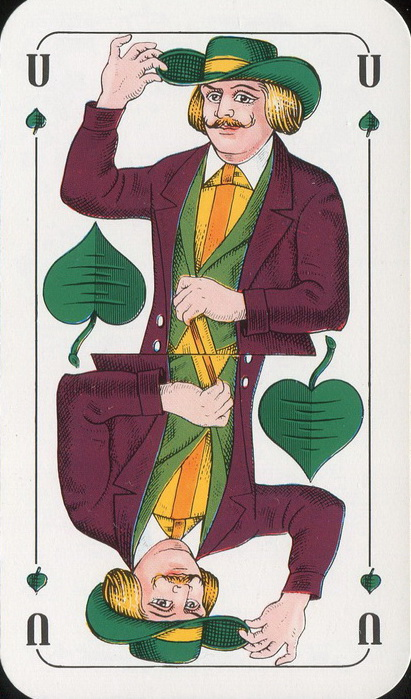
Niżnik Winny
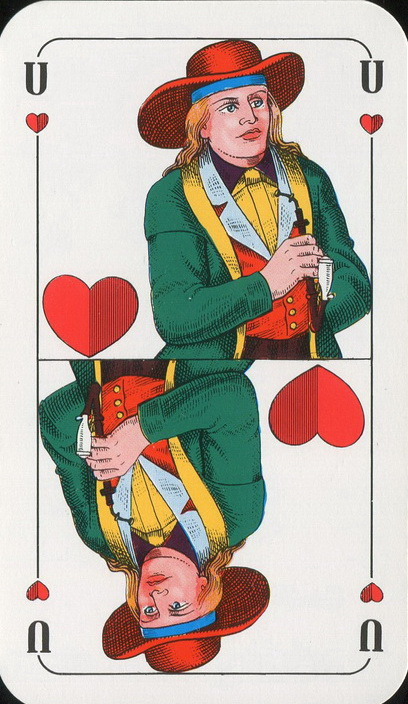
Niżnik Czerwienny
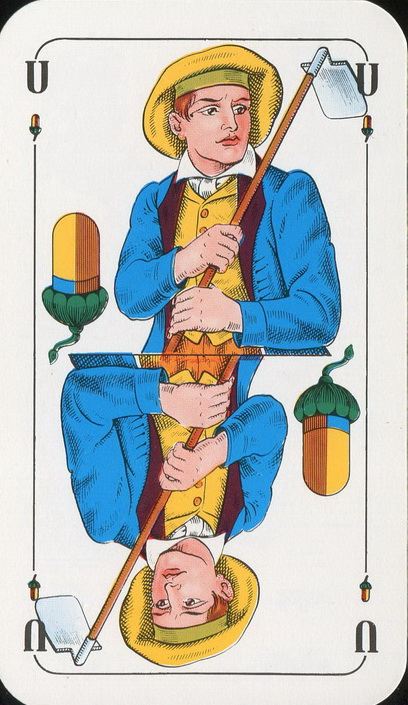
Niżnik Żołędny
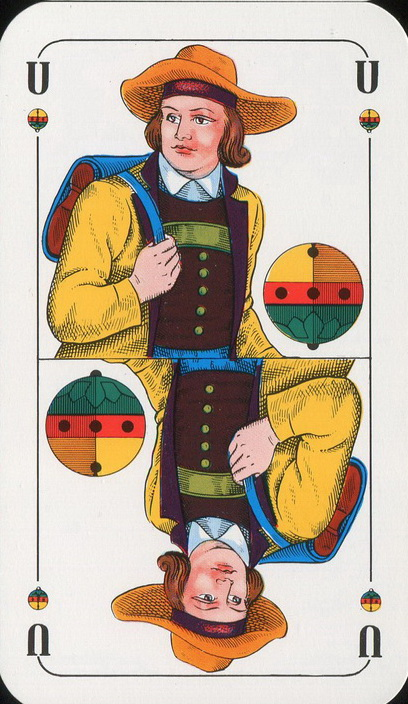
Niżnik Dzwonkowy

Wzór szwajcarski

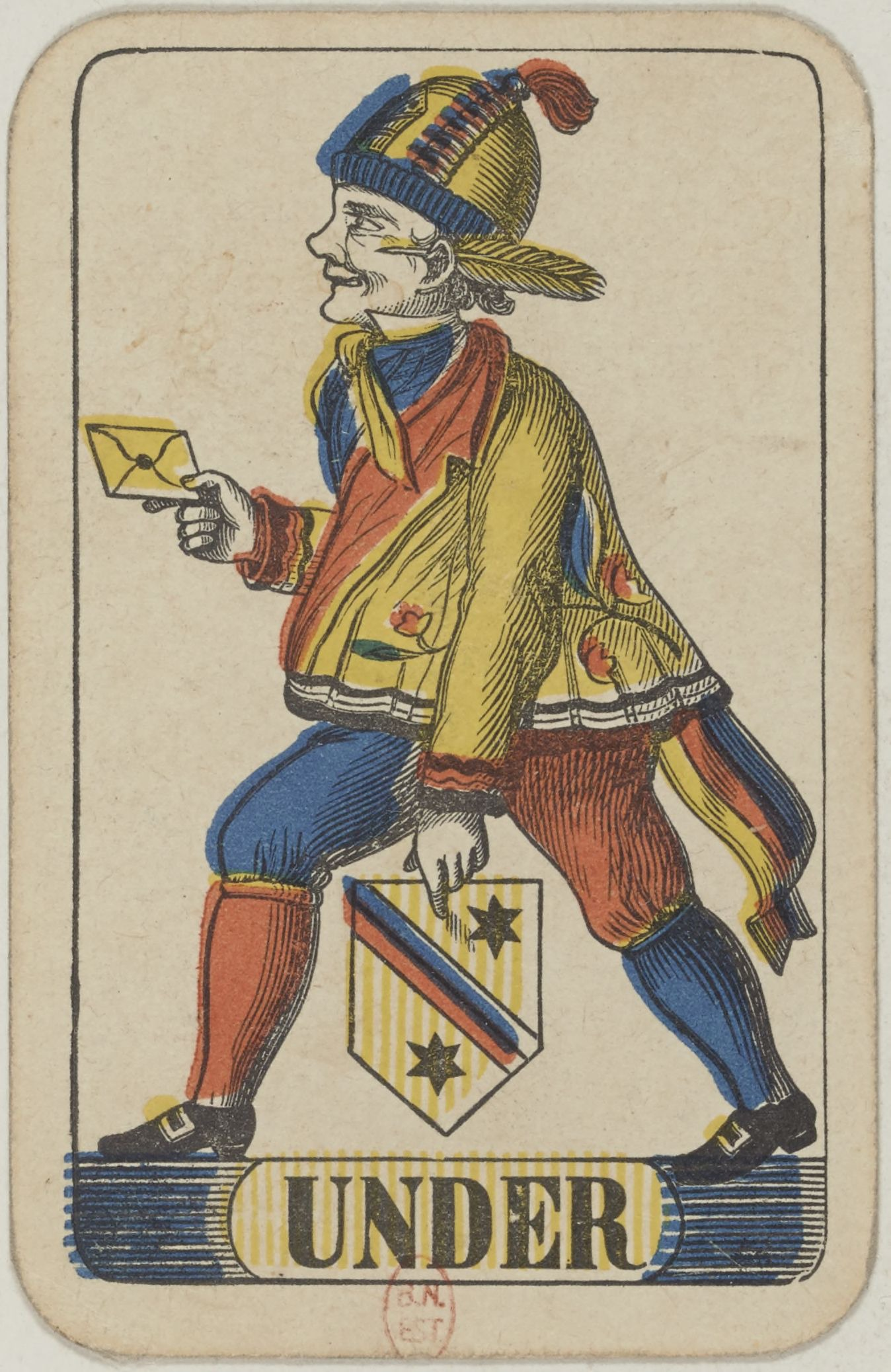
Niżnik Tarczy
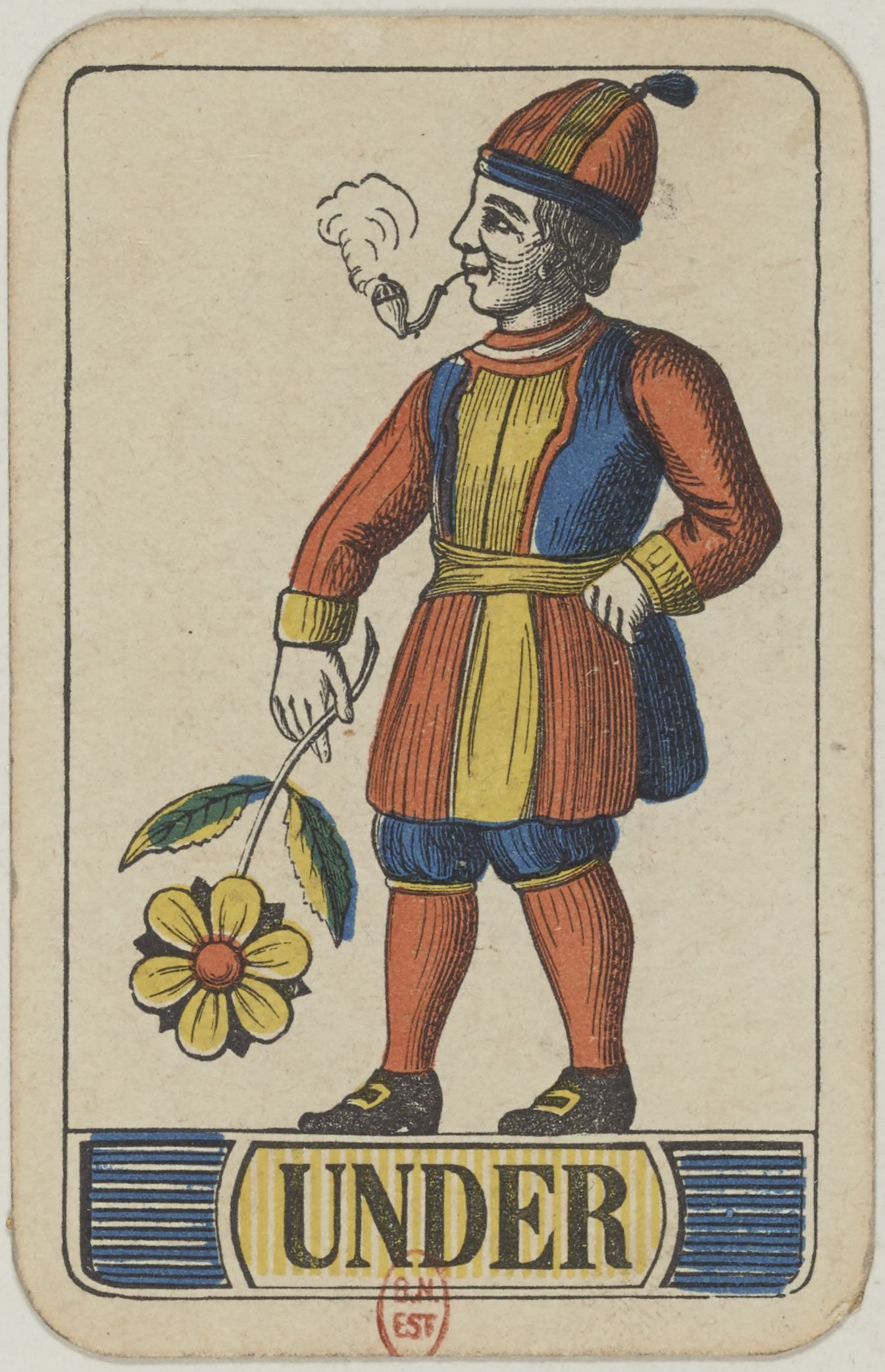
Niżnik Czerwienny
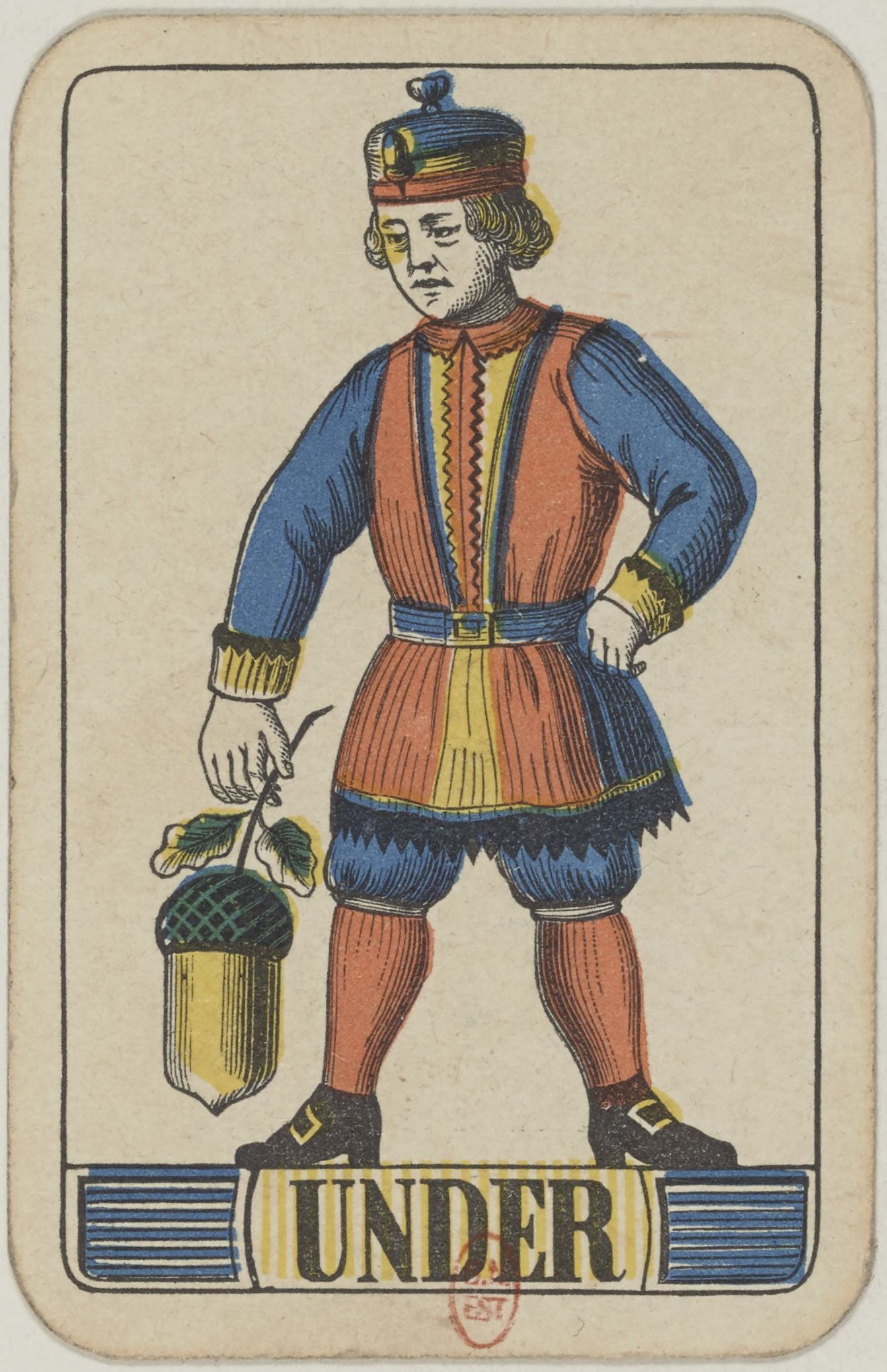
Niżnik Żołędny
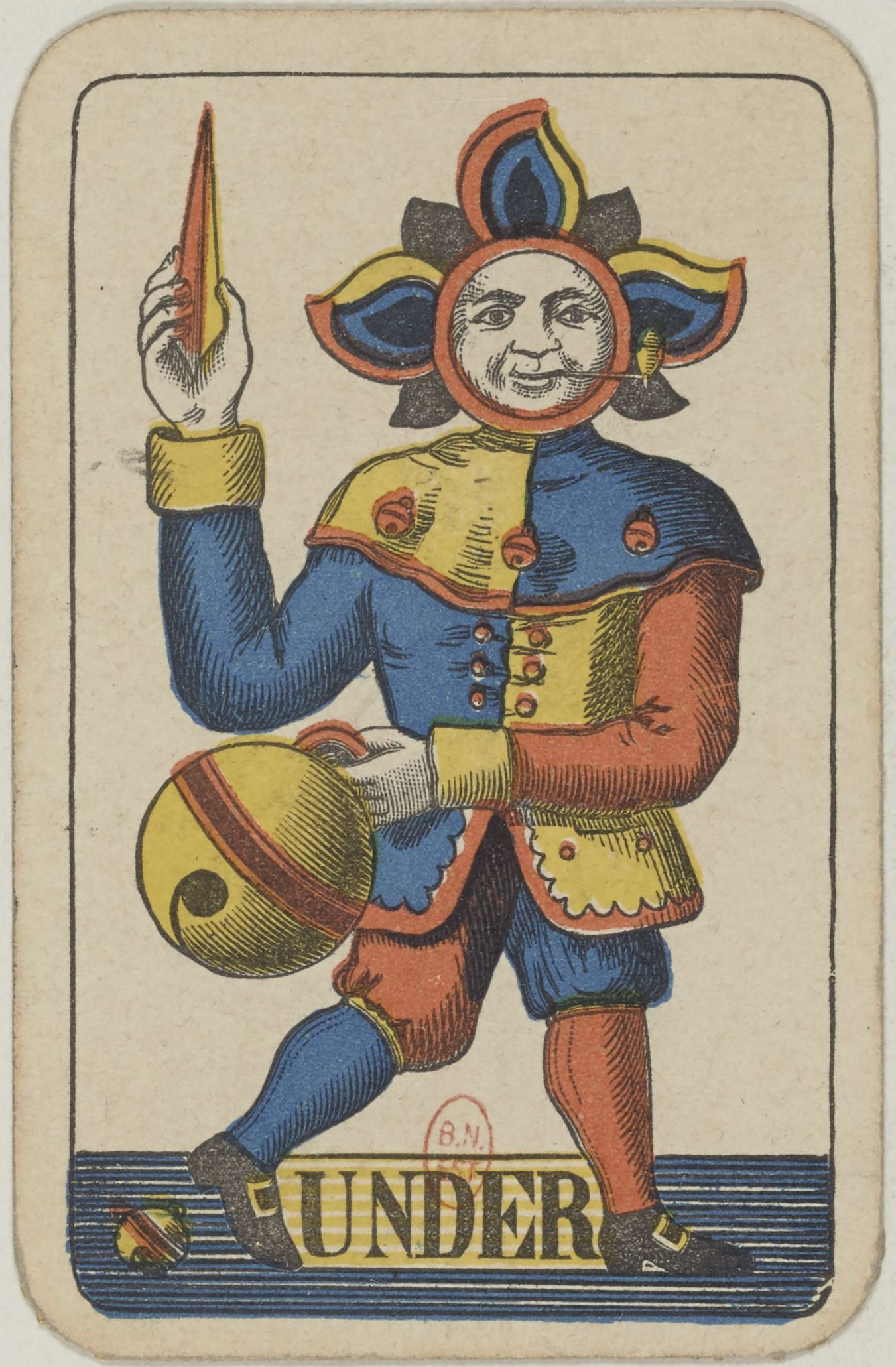
Niżnik Dzwonkowy